# 约翰·普莱费尔

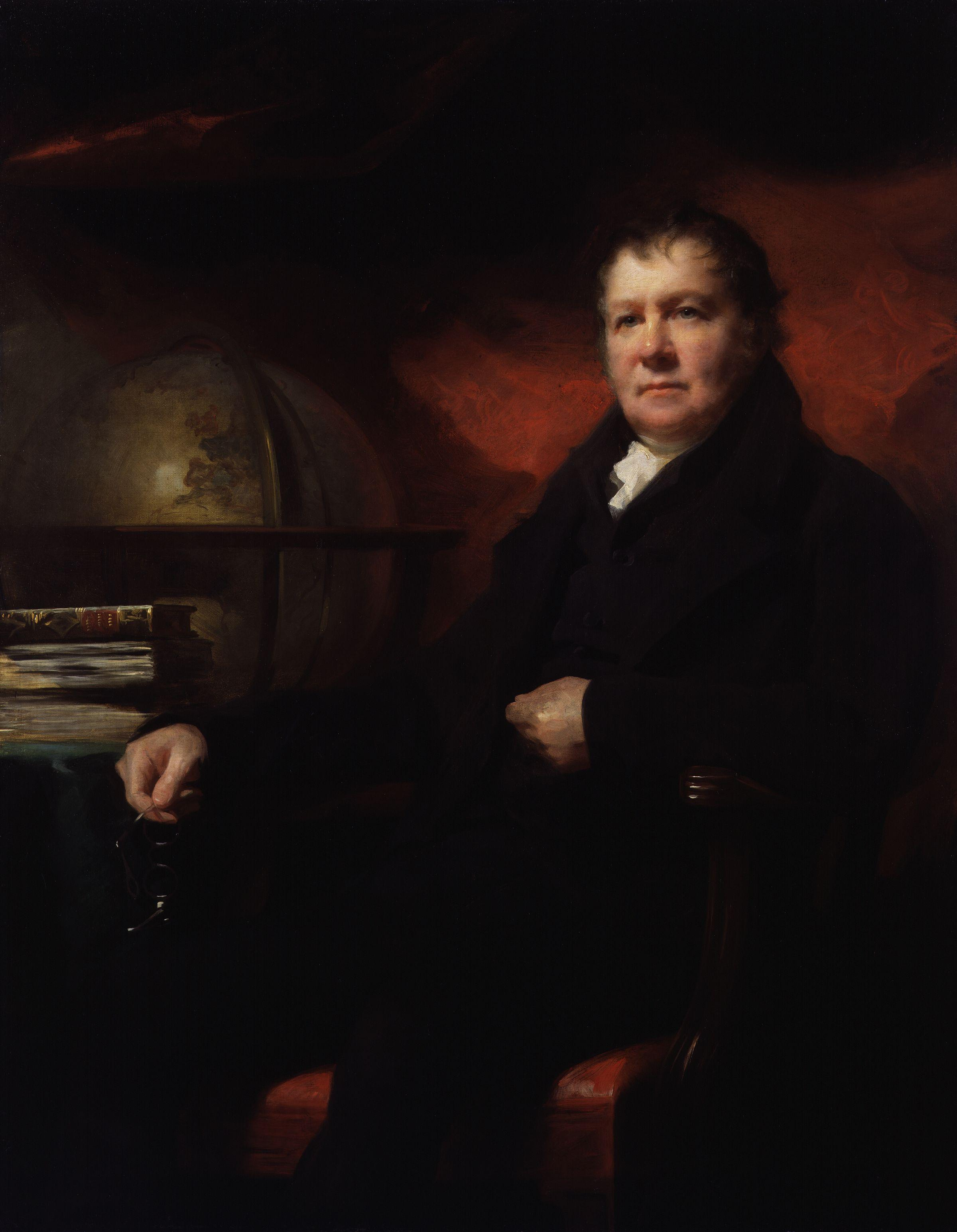
约翰·普莱费尔

约翰·普莱费尔，FRSE，FRS（英語：John Playfair，1748年3月10日—1819年7月20日）,苏格兰科学家、数学家，爱丁堡大学自然哲学教授。普莱费尔最著名的著作是于1802年出版的《关于赫顿地球论的说明》（Illustrations of the Huttonian Theory of the Earth）。该书是詹姆斯·赫顿《地球论》（Theory of the Earth）一书的简写本，普莱费尔用通俗的语言阐述了赫顿的均变论，使这一思想为大众所知。
以其名字命名的普莱费尔公理则被用于替代欧几里得的平行公设。

## 家庭
约翰·普莱费尔之弟詹姆斯·普莱费尔是一知名建筑师，其弟威廉·普莱费尔是一知名工程师。其侄威廉·亨利·普莱费尔则是19世纪苏格兰的卓越建筑师，他在卡尔顿山为约翰·普莱费尔设计了一座纪念碑。